# Nieborowice
Nieborowice (niem. Nieborowitz) – wieś w Polsce położona w województwie śląskim, w powiecie gliwickim, w gminie Pilchowice. Nazwa wsi pochodzi od imienia Niebora. 
W latach 1954–1959 wieś należała i była siedzibą władz gromady Nieborowice, po jej zniesieniu w gromadzie Żernica. W latach 1975–1998 miejscowość administracyjnie należała do województwa katowickiego.

## Nazwa
W alfabetycznym spisie miejscowości na terenie Śląska wydanym w 1830 roku we Wrocławiu przez Johanna Knie wieś występuje pod obecnie używaną, polską nazwą Nieborowice oraz zgermanizowaną – Nieborowitz. Spis wymienia również części i przysiółki wsi: Nieborowitzer Hammer, Muschagora, Ungerschutz oraz Wydzyrow.

## Historia

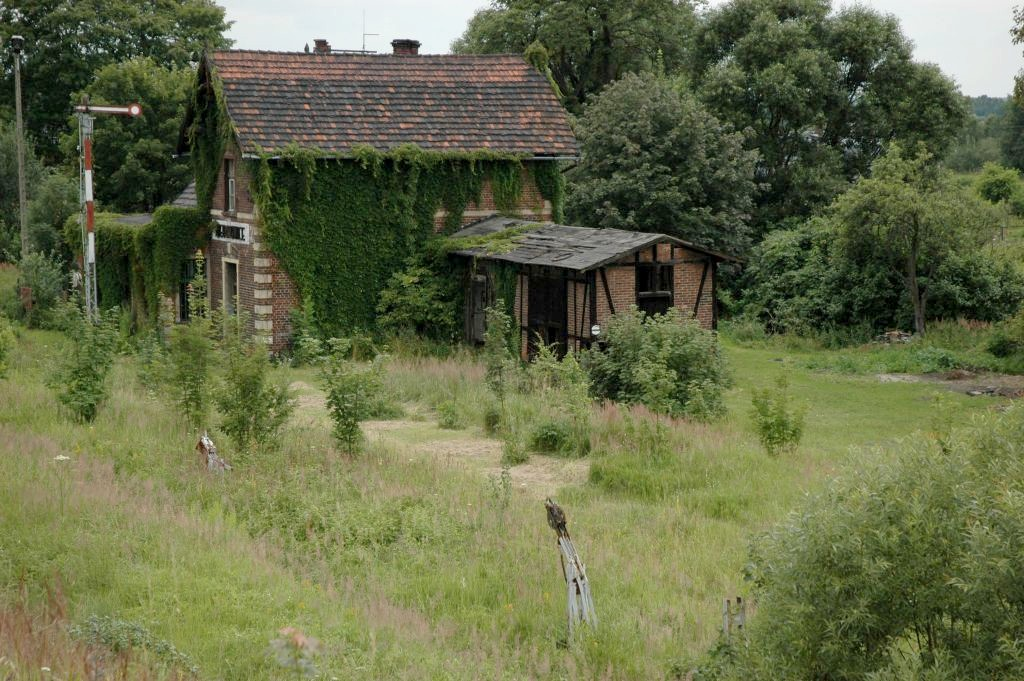
Nieczynna stacja Górnośląskich Kolei Wąskotorowych

Wieś wzmiankowana po raz pierwszy w 1407 roku. W połowie XIX wieku w miejscowości dominowała ludność polska. Topograficzny opis Górnego Śląska z 1865 roku notuje stosunki ludnościowe na terenie wsi – „Das Dorf enthalt in 66 Haushaltungen 341 polnisch Sprechende(...).” czyli w tłumaczeniu na język polski „Wieś zawiera w 66 gospodarstwach domowych 341 osób mówiących po polsku(...)”. Podczas niemieckiego spisu powszechnego w 1910 roku 552 mieszkańców Nieborowic łącznie z obszarem dworskim zadeklarowało, że posługuje się językiem polskim, a 117 językiem niemieckim.
W ramach plebiscytu na Górnym Śląsku w 1921 roku w Nieborowicach łącznie z obszarem dworskim 196 opowiedziało się za pozostaniem w Niemczech, a 151 za przyłączeniem do Polski.
Jesienią 1939 roku, w pobliżu wsi hitlerowcy utworzyli przejściowy obóz dla 3 000 żołnierzy polskich, działaczy i powstańców śląskich, gdzie zginęło ok. 2 000 osób, między innymi kapitan Jan Kotucz – dowódca kampanii 75 p.p., jednostki, która jako ostatnia broniła Rybnika. 
11.09.1939 roku podczas inwazji Niemiec hitlerowskich na Polskę doszło do zbrodni niemieckiej na mieszkańcach wsi. Pod upozorowanym zarzutem ucieczki Niemcy rozstrzelali 16 byłych powstańców śląskich.

## Edukacja
Przedszkola:
- Przedszkole w Nieborowicach

## Turystyka
Przez wieś przebiegają szlaki turystyczne:
- – Szlak Husarii Polskiej,
- – Szlak Stulecia Turystyki.

Wieś jest położona na terenie Parku Krajobrazowego Cysterskie Kompozycje Krajobrazowe Rud Wielkich.

## Transport
Przez wieś przebiega droga krajowa nr 78.